# Luscombe Aircraft
La Luscombe Aircraft Corporation fu un'azienda aeronautica statunitense con sede a Kansas City, Missouri. Fondata nel 1933 rimase attiva nel mercato dell'aviazione generale fino al 1948, per venire acquistata, un anno più tardi, dalla Texas Engineering & Manufacturing Company (TEMCO).

## Storia
Donald Arthur Luscombe, imprenditore dell'Iowa che dopo aver partecipato alla prima guerra mondiale, al ritorno decise di avviare un'attività di pubblicità servendosi di un biplano Curtiss JN-4 ottenendo lui stesso un brevetto di pilota. Ai comandi del JN-4 Luscombe, esposto alle intemperie per l'impostazione tipica dei modelli dell'epoca con fusoliera ad abitacoli aperti, ipotizzò la necessità di sviluppare dei velivoli dotati del comfort che si poteva ottenere con una cabina di pilotaggio chiusa. Negli anni successivi cercò di concretizzare la sua intuizione acquisendo esperienza nella progettazione di aerei e fondando nel 1927, assieme ad un gruppo di imprenditori, la Central States Airplane Company, dove sarà artefice della serie di aeroplani leggeri Monocoupe da lui progettata.
Tuttavia Luscombe non era soddisfatto del sistema di costruzione adottato, telaio in tubi d'acciaio saldati ricoperti di tessuto trattato, sostenendo che era una tecnologia inefficiente ed eccessivamente costosa. Decise quindi di fondare una nuova azienda per concretizzare un suo progetto di un velivolo caratterizzato dalla costruzione interamente metallica ed una fusoliera monoscocca.
La Luscombe Aircraft venne quindi fondata nel 1933 a Kansas City, nello stato federato del Missouri, avviando la produzione del Luscombe Model 1, comunemente indicato come Luscombe Phantom, l'l'anno successivo. Il modello era un monomotore monoplano ad ala alta con cabina di pilotaggio chiusa a due posti affiancati, realizzato quasi interamente in metallo con la sola eccezione della copertura dell'ala, sempre in tela trattata. Il Phantom era però gravato da una congenita difficoltà di manovra in fase di atterraggio cosa che ne compromise il successo commerciale.
Nell'inverno tra il 1934 ed il 1935 l'azienda venne trasferita a Trenton, nel New Jersey, cambiando la ragione sociale in Luscombe Aircraft Development Corporation ed aprendo dopo poco tempo una propria scuola di pilotaggio, la Luscombe School of Aeronautics. Il programma di studi prevedeva che gli allievi apprendessero le tecniche costruttive lavorando nello stabilimento Luscombe, e grazie anche a questa iniziativa la scuola riuscì a contribuire economicamente sostenendo l'azienda per molti anni.
Nel 1936 l'azienda sviluppò e portò in volo una versione semplificata del Phantom conosciuta come Luscombe 90 o Model 4.

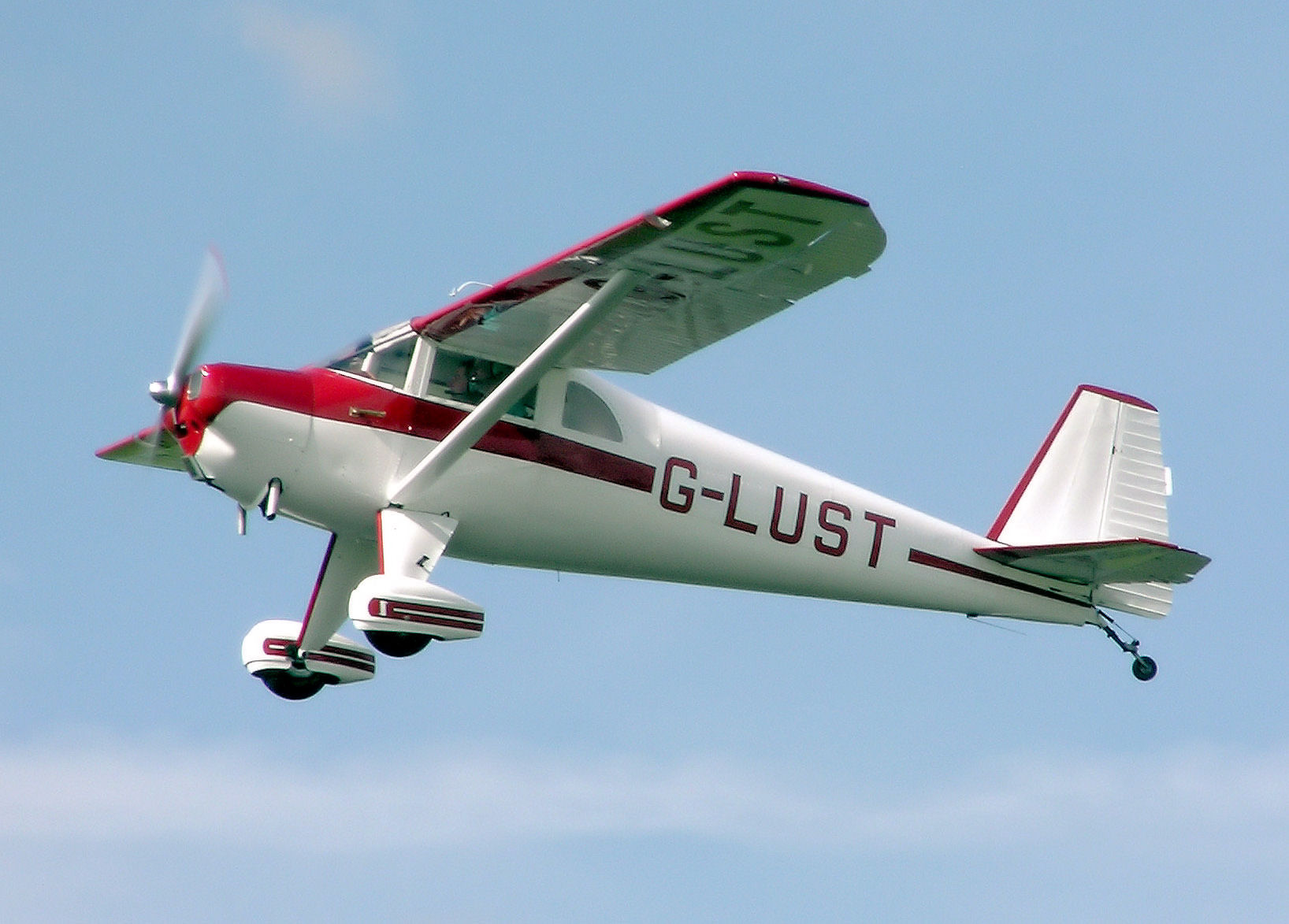
Il Luscombe 50 (Model Silvaire 8e) con marche britanniche G-LUST, costruito nel 1947, fotografato al Kemble Airfield, Gloucestershire, Inghilterra.

nel 1937 la Luscombe Aircraft Corporation venne rifondata come azienda del New Jersey avviando lo sviluppo di un nuovo velivolo, il Luscombe 50 (Model 8), che diverrà il modello di maggior successo commerciale dell'azienda.
In seguito verrà realizzato un monomotore da acrobazia aerea, il Luscombe 10 del 1945, seguito dal quadriposto Model 11, un multiruolo realizzato nel 1946 sulle specifiche emesse dal Flying Farmers of America il cui target di mercato erano gli agricoltori che potevano così disporre di un velivolo adatto sia per il trasporto da diporto che per quello aziendale.
Tuttavia la situazione economica non florida dell'azienda degenerò fino al fallimento per bancarotta nel 1948 costringendo l'azienda ad interrompere la produzione. Il marchio venne acquistato l'anno successivo dalla Texas Engineering & Manufacturing Company (TEMCO).